# Op weg naar geluk (single)
Op weg naar geluk is een single en hit uit 2007 van de Volendamse zanger Jan Smit. Het is de derde single van het  gelijknamige album.
Het nummer werd de zesde nr.1-hit van Jan in de Single Top 100, in de Top 40 werd het de vierde.
Jan zingt in dit lied over zijn verliefdheid op iemand, tegen wie hij niets durft te zeggen. Ongeveer rond de tijd dat de single op nummer 1 stond, werd duidelijk dat Jan een relatie had met Yolanthe Cabau van Kasbergen.
Na één week op nummer 1 te hebben gestaan, zakte het nummer gelijk naar de zevende plek. Het maakte daarmee net als zijn voorganger Cupido een grote val vanaf de nummer 1-positie. Omdat Op weg naar geluk al zo snel uit de Top 40 viel, is het nummer niet in de Top 40-jaarlijst van 2007 gekomen, die op behaald aantal punten is samengesteld. In de verkoop-Top 100 van 2007 staat het op #87.

## Tracklist
1. Op weg naar geluk
2. Als de morgen is gekomen (live)
3. Laat me maar gaan (live)
4. Op de bühne (live)

### Hitnotering
| "Op weg naar geluk" in de Nederlandse Top 40 - binnen: 7 april 2007 | "Op weg naar geluk" in de Nederlandse Top 40 - binnen: 7 april 2007 | "Op weg naar geluk" in de Nederlandse Top 40 - binnen: 7 april 2007 | "Op weg naar geluk" in de Nederlandse Top 40 - binnen: 7 april 2007 | "Op weg naar geluk" in de Nederlandse Top 40 - binnen: 7 april 2007 | "Op weg naar geluk" in de Nederlandse Top 40 - binnen: 7 april 2007 | "Op weg naar geluk" in de Nederlandse Top 40 - binnen: 7 april 2007 | "Op weg naar geluk" in de Nederlandse Top 40 - binnen: 7 april 2007 |
| Week                                                                | 1                                                                   | 2                                                                   | 3                                                                   | 4                                                                   | 5                                                                   | 6                                                                   |                                                                     |
| ------------------------------------------------------------------- | ------------------------------------------------------------------- | ------------------------------------------------------------------- | ------------------------------------------------------------------- | ------------------------------------------------------------------- | ------------------------------------------------------------------- | ------------------------------------------------------------------- | ------------------------------------------------------------------- |
| Nummer                                                              | 2                                                                   | 1                                                                   | 7                                                                   | 13                                                                  | 25                                                                  | 38                                                                  | uit                                                                 |

| "Op weg naar geluk" in de Single Top 100 - binnen: 7 april 2007 | "Op weg naar geluk" in de Single Top 100 - binnen: 7 april 2007 | "Op weg naar geluk" in de Single Top 100 - binnen: 7 april 2007 | "Op weg naar geluk" in de Single Top 100 - binnen: 7 april 2007 | "Op weg naar geluk" in de Single Top 100 - binnen: 7 april 2007 | "Op weg naar geluk" in de Single Top 100 - binnen: 7 april 2007 | "Op weg naar geluk" in de Single Top 100 - binnen: 7 april 2007 | "Op weg naar geluk" in de Single Top 100 - binnen: 7 april 2007 | "Op weg naar geluk" in de Single Top 100 - binnen: 7 april 2007 | "Op weg naar geluk" in de Single Top 100 - binnen: 7 april 2007 |
| Week                                                            | 1                                                               | 2                                                               | 3                                                               | 4                                                               | 5                                                               | 6                                                               | 7                                                               | 8                                                               |                                                                 |
| --------------------------------------------------------------- | --------------------------------------------------------------- | --------------------------------------------------------------- | --------------------------------------------------------------- | --------------------------------------------------------------- | --------------------------------------------------------------- | --------------------------------------------------------------- | --------------------------------------------------------------- | --------------------------------------------------------------- | --------------------------------------------------------------- |
| Nummer                                                          | 1                                                               | 3                                                               | 10                                                              | 14                                                              | 22                                                              | 36                                                              | 73                                                              | 78                                                              | uit                                                             |